# 파이널 파이트
《파이널 파이트》(Final Fight)는 1989년에 발매된 파이널 파이트로 시작된 캡콤의 진행형 격투 게임 시리즈이다.

## 게임 목록
- 파이널 파이트 (1989, 아케이드)
- 파이널 파이트 2 (1993, 슈퍼 패미컴)
- 마이티 파이널 파이트 (1993, 패미컴)
- 파이널 파이트 터프/3 (1995, 슈퍼 패미컴)
- 파이널 파이트 리벤지 (1999, 아케이드)
- 파이널 파이트: 스트리트와이즈 (2006, PS2/XBOX)

## 후속
파이널 파이트의 등장인물은 이후 1995년 《스트리트 파이터 알파》에 가이와 코디가 출연한 것을 시작으로 《스트리트 파이터》 세계에 합류하기 시작했다.